# Абакелия, Иосиф Константинович
Иосиф Константинович Абакелия (груз. იოსებ კონსტანტინეს ძე აბაკელია, 2 марта 1882—1938) — грузинский врач и общественный деятель.

## Биография
Из крестьян. В 1911 году окончил медицинский факультет Императорского Московского университета.
Член партии социалистов-революционеров.
26 мая 1918 года подписал Декларацию независимости Грузии.
Основал первую туберкулёзную амбулаторию в Тифлисе (1922), первую туберкулёзную больницу (1925) и Республиканский институт туберкулёза (1930). До 1938 года он был директором этого института.
Репрессирован.
Племянница — скульптор Тамара Абакелия (1905—1953).

## Научные интересы
Изучил ранее не изученные лимфатические пути для распространения туберкулёза в организме; автор первого грузинского учебника по туберкулёзу.